# Johann Gambolputty
Johann Gambolputty is de verkorte naam van een fictieve componist uit een sketch van de Britse komediegroep Monty Python. De sketch, genaamd "It's the Arts / Johann Gambolputty … von Hautkopf of Ulm", werd op 5 november 1969 opgenomen en op 23 november van datzelfde jaar voor het eerst op televisie vertoond in Monty Python's Flying Circus.
De grap van deze sketch zit hem erin dat Johann Gambolputty, die aangekondigd wordt als "de grootste naam in de Duitse barokmuziek", letterlijk een belachelijk lange naam heeft: Johann Gambolputty de von Ausfern-schplenden-schiltter-crasscrenbon-fried-digger-dingle-dangle-dongle-dungle-burstein-von-knacker-thrasher-apple-banger-horowitz-ticolensic-grander-knotty-spelltinkle-grandlich-grumblemeyer-spelterwasser-kurstlich-himbleeisen-bahnwagen-gutenabend-bitte-ein-nürnburger-bratwustle-gerspurten-mit-zweimache-luber-hundsfut-gumeraber-shönendanker-kalbsfleisch-mittler-aucher von Hautkopft of Ulm.
In de sketch, aangekondigd door Arthur Figgis (gespeeld door Graham Chapman), wordt een afstammeling van Johann Gambolputty, Karl Gambolputty de von Ausfern [...] von Hautkopft of Ulm (Terry Jones) geïnterviewd door een presentator (John Cleese). Hij blaast echter zijn laatste adem uit voor de presentator de volledige naam van de echtgenote van zijn beroemde voorvader, Sarah Gambolputty de von Ausfern [...] von Hautkopft of Ulm, heeft kunnen uitspreken.
De familienaam wordt in totaal zes keer volledig uitgesproken in de sketch.